# グレイトラグビー実況'98ワールドカップへの道
『グレイトラグビー実況'98 ワールドカップへの道』とは1998年5月21日にネクサスインターラクトから発売されたPlayStation用のラグビーゲーム。

## 概要
日本ラグビーフットボール協会公認のゲーム。日本代表を始めとする各国代表選手が400名以上参戦して、30チーム以上の強豪代表チームが参加。ラグビーのプレーをゲームで上手く再現している。なお実況はフリーアナウンサー土居壮が務めた。

## 製品バリエーション
『グレイトラグビー実況'98 ワールドカップへの道』
1998年6月10日発売。
『グレイトラグビー実況'98 ワールドカップへの道（復刻版） (廉価盤)』
1999年9月22日に発売された廉価版。
『グレイトラグビー ワールドカップへの道 PS one Books』
2001年12月13日に発売された廉価版。